# آرثر هوبنر (أستاذ جامعي)
آرثر هوبنر (بالألمانية: Arthur Hübner)‏ هو فقيه لغة ألماني، ولد في 17 سبتمبر 1885 في Dębno ‏ في بولندا، وتوفي في 9 مارس 1937 في برلين في ألمانيا.